# Пьяцца-дель-Дуомо (Милан)
Пьяцца-дель-Дуомо (итал. Piazza del Duomo; Домская или Соборная площадь) — главная площадь Милана.
Название получила по своей главной достопримечательности — Миланскому собору (Дуомо)

## История
Ансамбль площади складывался на протяжении нескольких столетий.
Начатый строительством в 1386 году, Миланский собор был завершён лишь в начале XIX века, выходящий на площадь фасад высочайше утверждал Наполеон (1805).
Напротив собора расположен дворец Карминати.
Южную сторону площади занимает Королевский дворец (Палаццо Реале), последовательно строившийся и перестраивавшийся с XIII века. Дворец пострадал от бомбёжек во время Второй мировой войны, были утрачены интерьеры (все, кроме зала кариатид), восстановление дворца затянулось до 1960-х годов.
С той же южной стороны на площади располагается возведённое в 1930-е годы здание Палаццо дель Аренджарио. В 2007—2010 годах здание было перестроено архитекторами Итало Рота и Фабио Форнасари под размещение музейных экспозиций.
В 1865—1877 годах на северной стороне площади было возведено здание одного из крупнейших европейских пассажей — Галереи Виктора Эммануила II. Строительство великолепного сооружения было омрачено гибелью автора проекта архитектора Джузеппе Менгони — 30 декабря 1877 года он упал с лесов и разбился.
В 1896 году на площади воздвигнут памятник первому королю объединённой Италии — Виктору Эммануилу II.
1 ноября 1964 года на площади была открыта станция метро Дуомо.

## Ансамбль площади

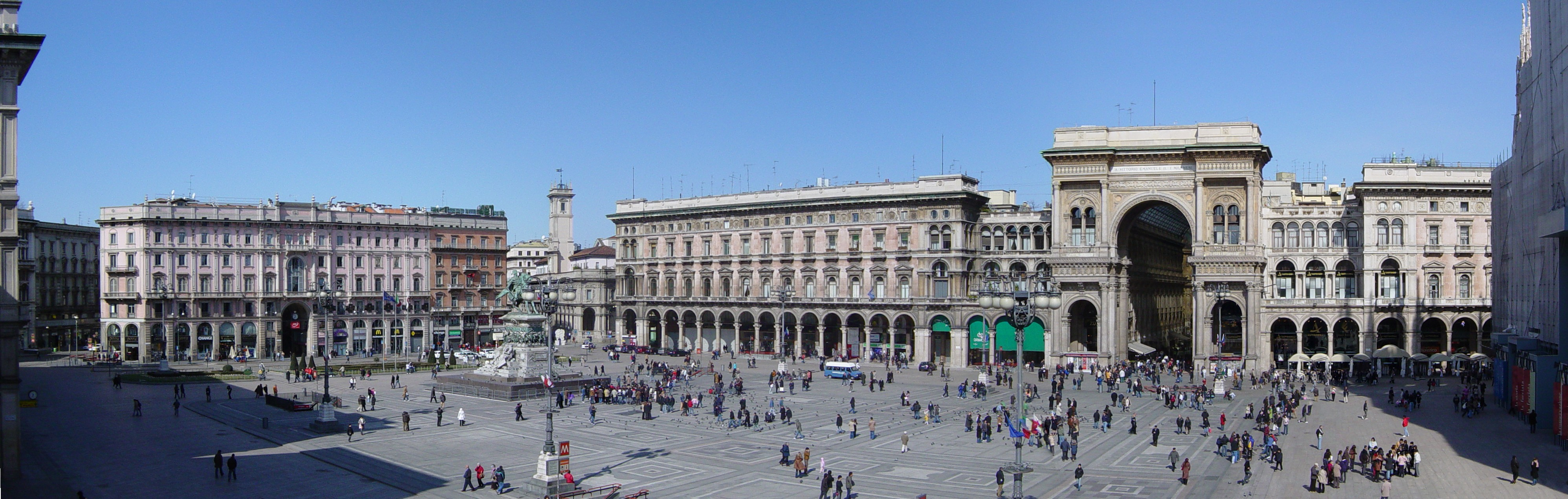
Дворец Карминати и галерея Виктора Эммануила II

- Галерея Виктора Эммануила II
- Палаццо Реале
- Палаццо дель Аренджарио
- Дворец Карминати

## Достопримечательности

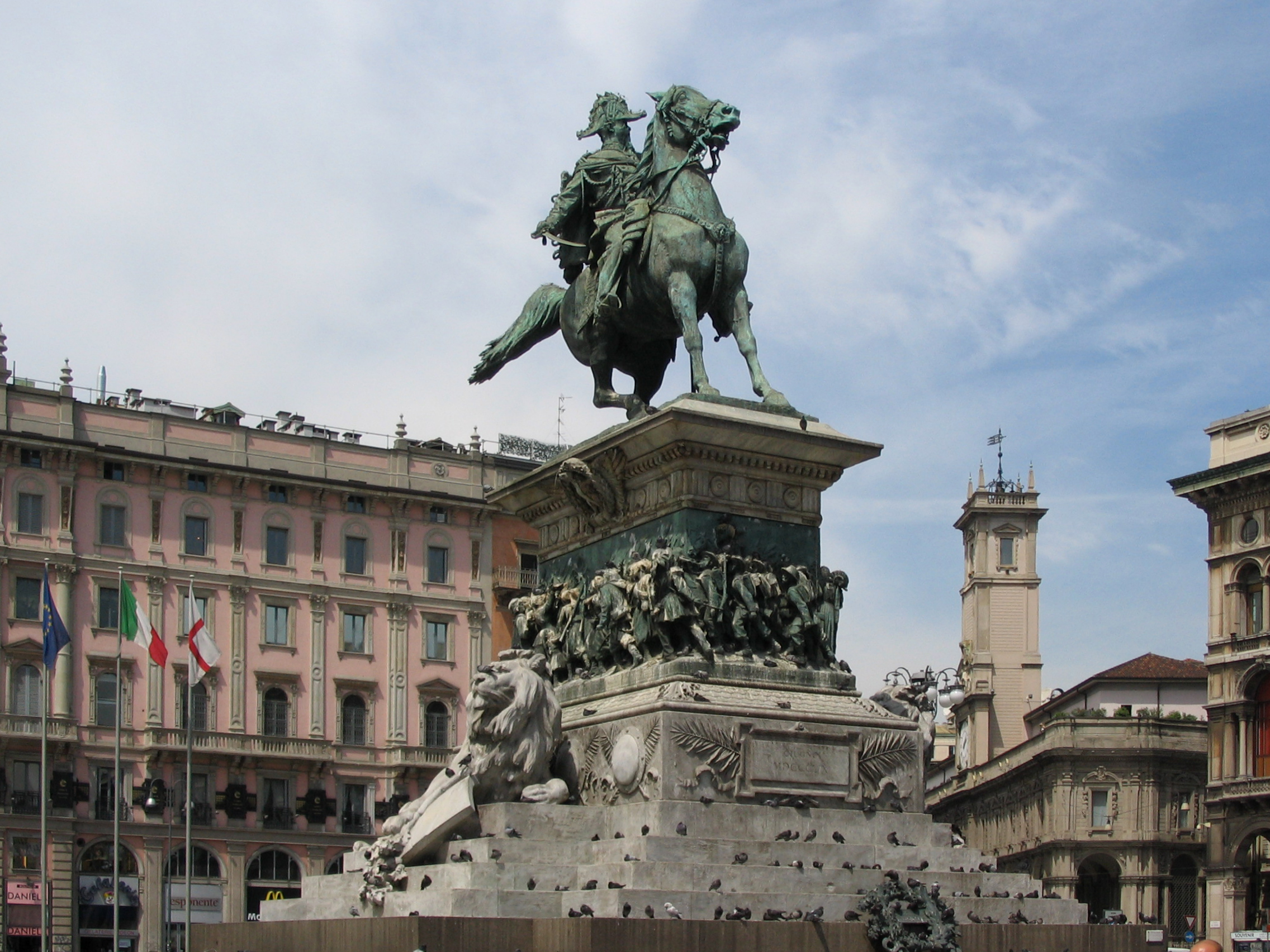
Памятник Виктору Иммануилу II

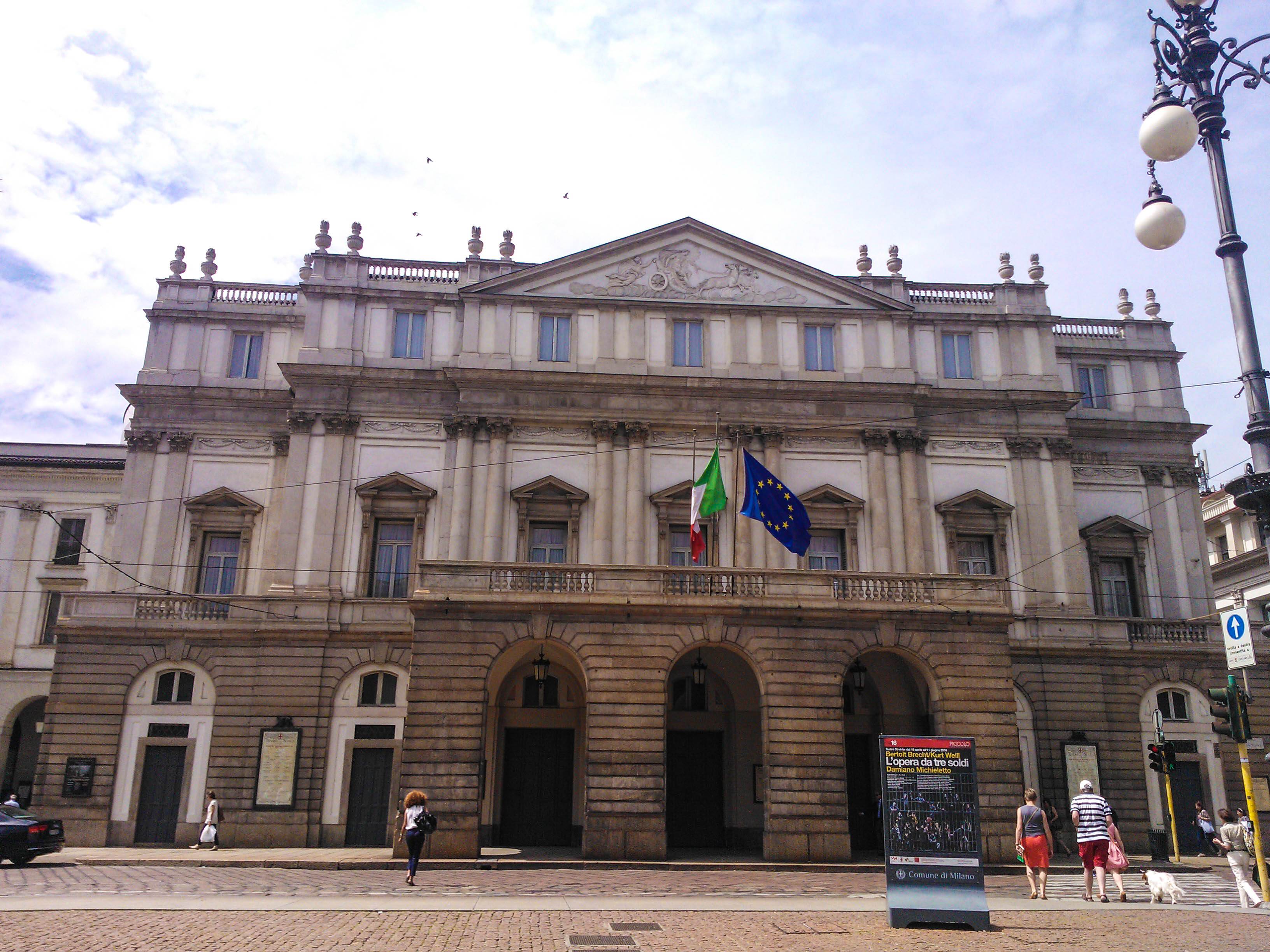
Палаццо Реале

Памятник Виктору Эммануилу II